# 拉德克利夫波

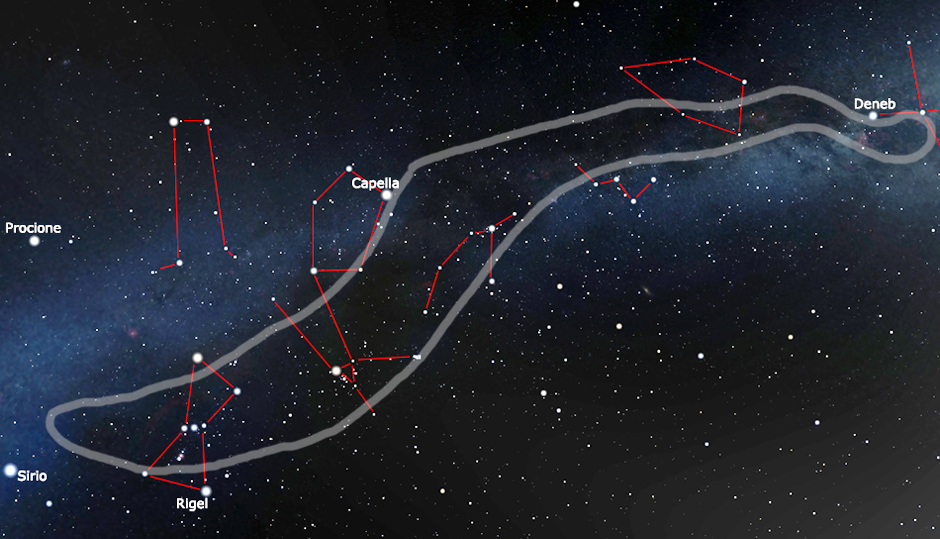
地球夜空中拉德克利夫波的大致輪廓。

拉德克利夫波是銀河系中最近的相干氣態結構，點綴著相關的高濃度相互連接的恆星苗圃。它綿延約8,800光年。這個結構沿著銀河臂的軌跡運行，其最近之處（金牛座分子雲）距離太陽約400光年，最遠處（天鵝座X的恆星複合體）距離太陽約5,000光年，總是在獵戶臂（本地臂）內，跨越其長度的約40%，平均寬度的20%。它的發現於2020年1月宣佈，其接近程度令天文學家感到驚訝。

## 形成
科學家不知道塵埃和氣體的起伏是如何形成的；有人認為，這可能是一個小得多的星系與銀河系碰撞的結果：留下了「漣漪」，或者可能與暗物質有關。在濃密的雲層中，氣體可以被壓縮，以至於新的恆星誕生；有人認為這可能是太陽的起源。
在拉德克利夫波中發現的許多恆星形成區域被認為是一個類似尺度，包含太陽系的「古爾德帶」，以太陽為中心暈環的一部分。現在人們瞭解到，稀疏的離散相對濃度星際物質反而形成了一個巨大的波。

## 發現
拉德克利夫波是由包括凱薩琳·紮克（Catherine Zucker）和若昂·阿爾維斯（João Alves）在內的國際天文學家團隊發現的。 這是由共同作者艾麗莎·古德曼在檀香山舉行的美國天文學會第235次會議上宣佈的，並發表在2020年1月7日的《自然》期刊上。這一發現是利用歐洲太空總署的蓋亞太空天文台的數據。這個波在2D中是不可見的，需要新的3D技術來繪製星際物質以揭示其模式。波的接近距離讓天文學家感到驚訝。它以發現團隊的研究地點，馬薩諸塞州劍橋的拉德克利夫高級研究所。

## 概述
拉德克利夫波包含五個古爾德帶雲中的四個： 
- 獵戶座分子雲團
- 英仙座分子雲
- 金牛座分子雲
- 仙王座OB2星協（英语：Cepheus OB2）

不在其範圍內的雲是蛇夫座ρ星雲複合體，平行於拉德克利夫波的線性結構的一部分。
波中的其他結構，遠離本地恆星系統，是大犬座OB1、北美洲星雲和天鵝座X。
這個結構的質量尺度在{\displaystyle \geq 3\times 10^{6}}M☉。 它的長度有8,800 光年（2,700 秒差距），振幅為520光年（160秒差距）。拉德克利夫波佔據了本地臂寬度的20%和長度的40%。後者的星際物質比波更分散，並且具有更大的恆星形成區域，例如麒麟座OB1星協，加州星雲，仙王座FAR和蛇夫座ρ。

## 外部連結
- Alves, João; Zucker, Catherine; Goodman, Alyssa A.; Speagle, Joshua S.; Meingast, Stefan; Robitaille, Thomas; Finkbeiner, Douglas P.; Schlafly, Edward F.; Green, Gregory M. . Nature. 2020, 578 (7794): 237–239. Bibcode:2020Natur.578..237A. PMID 31910431. arXiv:2001.08748 . doi:10.1038/s41586-019-1874-z.
- Interactive map of the Radcliffe wave on the sky （页面存档备份，存于）
- The Radcliffe Wave （页面存档备份，存于） informational site created by Harvard University